# Delphinium glaucescens
Delphinium glaucescens är en ranunkelväxtart som beskrevs av Per Axel Rydberg. Delphinium glaucescens ingår i släktet storriddarsporrar, och familjen ranunkelväxter. Inga underarter finns listade i Catalogue of Life.